# Terminal Rodoviário Bresser
O Terminal Rodoviário Bresser foi um terminal de ônibus construído pela Companhia do Metropolitano de São Paulo anexo à estação homônima da Linha 3 - Vermelha. Inicialmente projetado para ser um terminal urbano, passou a funcionar como terminal rodoviário até ser desativado por ociosidade em 2001, tornando-se um Elefante branco. Atualmente sedia um batalhão da Polícia Militar.

## História
Até a década de 1970 São Paulo possuía apenas o Terminal Rodoviário da Luz. Inaugurado em 1961, já era considerado obsoleto pelo DNER nos anos 1970, obrigando o governo paulista a lançar o Plano Integrado de Terminais Rodoviários de Passageiros (PITERP) em 1978, que previa construção de novos terminais rodoviários em São Paulo, sendo um deles na Zona Leste. Dos 5 terminais previstos, apenas 3 foram implantados:  Jabaquara (1977), Tietê (1982) e Barra Funda (1989). Até a abertura do Terminal Barra Funda, os terminais Jabaquara e Tietê passaram a década de 1980 saturados.
A implantação de terminais nos arredores das estações de metrô era estudada na mesma época, sendo que a estação Bresser tinha previsão de receber um terminal de ônibus urbano, embora a prefeitura de São Paulo tenha sido contra a implantação do mesmo. A estação foi inaugurada em 23 de agosto de 1980, com um terminal de ônibus urbano anexo recebendo 8 linhas municipais. Esse terminal permaneceu ocioso, confirmando as previsões da prefeitura paulistana e da CMTC de que não haveria demanda para a construção desse terminal. Em maio de 1982, o terminal encontrava-se desativado enquanto prefeitura e governo do estado decidiam sua remodelação. No fim, o governo do estado resolveu adaptar sua estrutura e transferir linhas rodoviárias de Minas Gerais, Vale do Paraíba e Litoral Norte do Terminal Tietê para o Bresser, criando assim o Terminal Rodoviário Bresser. A decisão do governador Quércia desagradou principalmente a sociedade do Vale do Paraíba que lançou a campanha "Bresser não".
Depois de cinco anos entre sua desativação, projetos e obras, o novo Terminal Rodoviário Bresser foi aberto em 27 de janeiro de 1988.
Enquanto as projeções de demanda indicavam o atendimento de 8 mil passageiros por dia, seis anos depois de inaugurado o terminal atendia apenas a 3200, menos que terminais clandestinos de sacoleiros, evidenciando novamente sua ociosidade. Em 1990 os Terminais Bresser, Tietê e Barra Funda, recém-inaugurado, são concedidos para a iniciativa privada. Após remodelações, passam a atender mais linhas enquanto o Terminal Bresser passa por um lento processo de esvaziamento, aliado à limitações do sistema viário do seu entorno (cada vez mais congestionado) que culminou com sua desativação em 2 de dezembro de 2001. Até aquele momento atendia a 34 linhas e 145 cidades do estado de Minas Gerais.
Seu prédio abriga atualmente o 2º Comando de Policiamento de Trânsito (CPTran), embora existam planos do Metrô São Paulo de reativar o Terminal Urbano de Ônibus.

## Passageiros embarcados por ano
| Ano                       | Passageiros (em milhões) |
| ------------------------- | ------------------------ |
| 1988                      | 2.535                    |
| 1989                      | 3.102                    |
| 1990                      | 2.797                    |
| 1991                      | 2.587                    |
| 1992                      | 2.008                    |
| 1993                      | 2.094                    |
| 1994                      | 2.346                    |
| 1995                      | 2.873                    |
| 1996                      | 2.748                    |
| 1997                      | 2.550                    |
| 1998                      | 2.348                    |
| 1999                      | 2.267                    |
| 2000                      | 2.170                    |
| 2001 (até 23 de novembro) | 1.904                    |